# جزيرة سينتينل
جزيرة سينتينل هي إحدى جزر أندمان الهندية الواقعة على خليج البنغال. تقع الجزيرة غربا من الجزء الجنوبي من جزر أندمان. تغطي الغابات معظم أجزاء الجزيرة، التي تعتبر صغيرة الحجم كما أنها محاطة بالشعاب المرجانية وتفتقر للمرافئ الطبيعية. لا يُعرف الكثير عنها. تعتبر الجزيرة من أكثر الأماكن انعزالاً التي يرفض قاطنوها أي شكل من أشكال الاندماج في الحضارة والمدنية الحديثة، ولا ترغب مطلقًا بالاختلاط مع العالم الخارجي. يواجه سكان الجزيرة الكثير من التهديدات بدأ من الأمراض المعدية التي ليست لدى سكانها المناعة الطبيعية منها، فضلا عن العنف من الغرباء. وهكذا أعلنت الحكومة الهندية الجزيرة بأكملها التي تقترب مساحتها من مساحة مانهاتن، وثلاثة أميال بحرية ( 9.3 كم ) من المياه المحيطة بالجزيرة لتكون منطقة محظورة. يسير سكان الجزيرة مجردين من ملابسهم، يعيشون على تناول الأطعمة البحرية. يرجع جزئيًا عداء القبيلة للغرباء لأحداث من الماضي، ففي أوائل 1980 و 1990 قُتل العديد من أفرادها بمعارك مع المنقذين المسلحين الذين عادوا إلى الجزيرة لاسترداد الحديد وغيرها من السلع من حطام سفينة غارقة.